# Miniaturiste (roman)
Pour les articles homonymes, voir Miniaturiste (homonymie).
Miniaturiste est le premier roman de l'actrice et auteure Jessie Burton. Devenu best-seller international, il a été au cœur d'une guerre d'enchères entre éditeurs à la Foire du Livre de Londres en 2013. Situé à Amsterdam en 1686/7, le roman a été inspiré par la maison de poupée de Petronella Oortman exposée au Rijksmuseum. Ce n'est toutefois pas une biographie romancée.

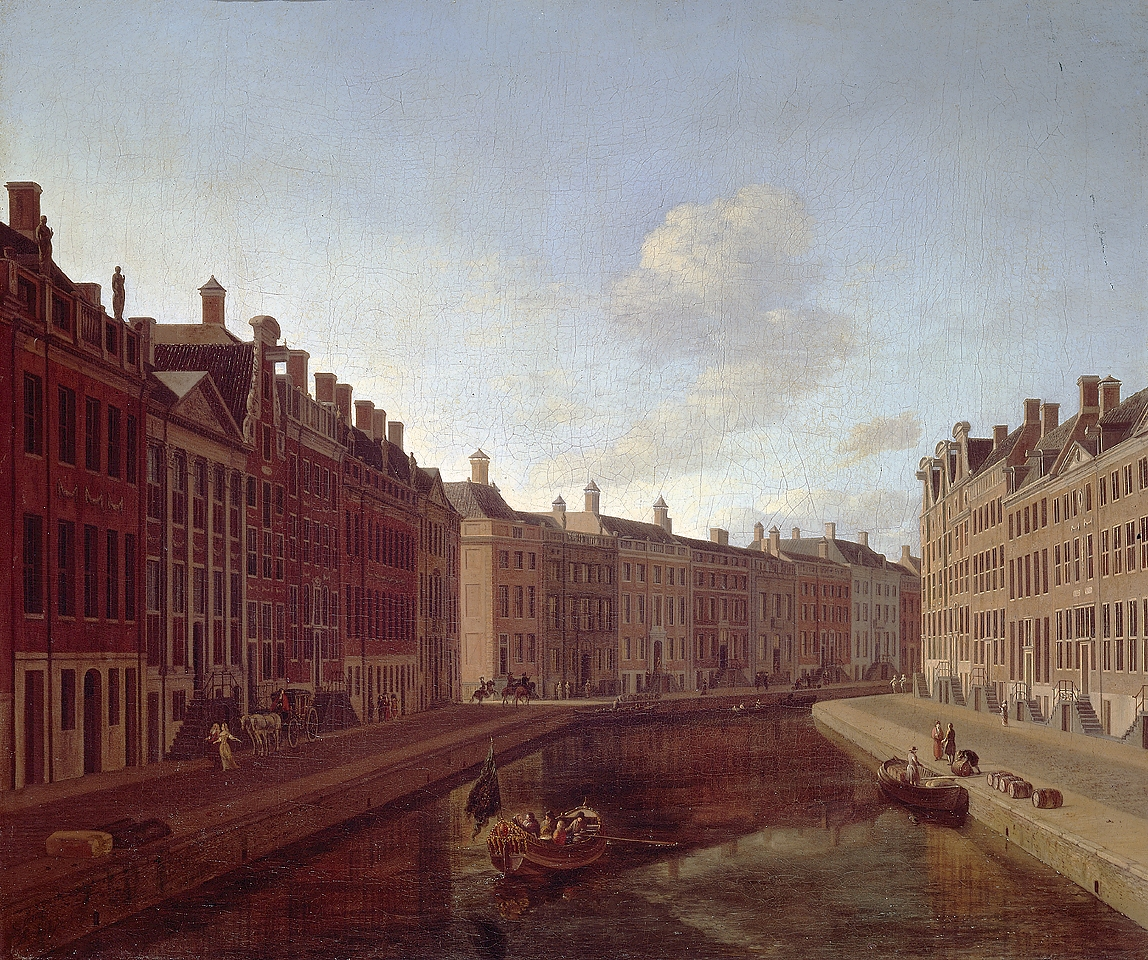
La courbe d'or d'Amsterdam, 1685, par Gerrit Adriaensz. Berckheyde

## Intrigue
Petronella Oortman  (Nella), une jeune-fille pauvre de 18 ans habitant la campagne néerlandaise, arrive à la Courbe d'Or (Gouden Bocht), le quartier le plus chic du Herengracht à Amsterdam, et qui abrite de nombreux membres de la Compagnie néerlandaise des Indes orientales (VOC, 1602-1799), dans la maison de Johannes Brandt, un riche commerçant de 40 ans, qui l'a épousée, un mois plus tôt. Elle évolue dans une maison pleine de secrets jalousement gardés par Marin, l'austère sœur de Johannes (célibataire, économe, intendante), les deux seuls serviteurs, Cornelia et Otto (Toot, peau couleur café, assistant de Johannes), et Brandt lui-même, qui la traite plus en amie qu'en épouse. 
Brandt lui donne en cadeau de mariage une maison de poupée qui représente, en miniature, les neuf pièces de leur propre maison. Nella reçoit l'aide inattendue d'un (ou d'une) miniaturiste (en sculpture miniature d'objets décoratifs) local pour réaliser l'ameublement. Le (ou la) miniaturiste, qu'elle ne parvient pas à rencontrer, commence à lui envoyer des poupées et des meubles très réalistes et étrangement précis. Ils semblent même prédire l'avenir et annoncer les dangers qui menacent les personnages, et Nella se demande si l'artiste miniaturiste ne détient pas leur destin entre ses mains,.
« Je ne suis pas l'artisan du destin, moins encore son architecte. » (page 341), « Il aurait la vie qu'il construirait » (page 486).

## Personnages secondaires
- Frans Meermans, responsable municipal, et son épouse Agnes Meersman,
- le pasteur Pellicorne,
- le livreur Jack Philips,
- Hanna et Arnoud Maakverde, pâtissiers,
- Luca Windelbreke, maître horloger, de Bruges,
- Lysbeth Timmers, nourrice et accoucheuse de Thea,
- Pieter Slabbaert, chef de la police d'Amsterdam,
- Aalbers, Marcu Smit, Arabella, Carel, Tête-de-Passoire, etc
- les deux chiens de la maison : Rezeki et Dhana.

## Historique
Burton, qui a étudié la littérature anglaise à l'université d'Oxford avant de se lancer dans une carrière d'actrice, a écrit le roman sur une période de quatre ans, tout en poursuivant sa carrière d'actrice et d'assistante personnelle dans la Cité de Londres,. L'histoire lui a été inspirée lors d'un séjour à Amsterdam, où elle a vu la maison de poupée de Petronella Oortman au Rijksmuseum, et a entrepris des recherches approfondies sur Amsterdam au XVIIe siècle, consultant livres, livres de cuisine, ouvrages sur l'âge d'or de la peinture néerlandaise, cartes et testaments,,, et plus généralement sur le siècle d'or néerlandais (1584-1702). Elle réduit le nombre de mots de 120 000 de 80 000 après avoir participé à une première session du cours de création littéraire de Curtis Brown (agents littéraires) (en), en 2011.
En 2013, le roman est le centre d'une guerre d'enchères entre les éditeurs à la Foire du Livre de Londres. Parmi les onze éditeurs qui s'affrontent pour le livre, l'éditeur Picador (éditions) (en) remporte les droits pour le Royaume-Uni et le Commonwealth britannique moyennant une somme à six chiffres,.
L'illustration de la couverture de l'édition pour le Royaume-Uni est une photo d'une maison miniature commandée par le Picador, qui reflète les caractères et les éléments du roman,.

## Retentissement
Depuis 2016, le livre s'est vendu à plus de 1 million d'exemplaires dans 37 pays.
Tout en louant le ton et le déroulement du roman, certains commentaires ont cité le manque de profondeur de l'intrigue. The Guardian et le Chicago Tribune font remarquer que Nella apparaît plus comme une mondaine et une féministe du XXIe siècle que comme une fille naïve du XVIIe siècle,. Le Chicago Tribune ajoute : « Les personnages principaux sont] complexes et compliquées, et ont à souffrir de terribles tragédies, mais Burton ne porte pas un regard assez profond sur leur psychologie. J'aurais lu 100 pages supplémentaires juste pour pénétrer à l'intérieur de la tête de Johannes. »

## Prix et distinctions
- 2014 Waterstones "Livre de l'Année" gagnant pour Le Miniaturiste[10]
- 2014 Specsavers National Book Awards : les Nouvelles de l'Écrivain de l'Année pour Le Miniaturiste[1].
- 2014 Specsavers National Book Awards : le Livre de l'Année pour The Miniaturist[1]

En 2015, le roman a également reçu une nomination pour le prix Desmond-Elliot.

## Adaptations
En août 2016 BBC One annonce avoir commandé, pour la télévision, une adaptation en 3 parties totalisant 3 heures d'émission .
L'adaptation, intitulée Miniaturiste est réalisée par Guillem Morales, écrite par John Brownlow et produite par La Forge. Le tournage se déroule durant l'hiver 2016-2017 en Hollande et au Royaume-Uni. Elle a été diffusée pour la première fois sur BBC One en deux parties le 26 et 27 décembre 2017. 